# 失去名字的女神
《失去名字的女神》（日语：名前をなくした女神）為富士電視台所製作的連續劇，於2011年4月12日播出，由杏主演，為富士電視台週二晚間九點連續劇系列。播出時間為每周二21:00 - 21:54（JST）。副標題為「歡迎來到，媽媽們間的地獄。」
初回播出時間擴大15分鐘，21:00 - 22:09。

## 概要
- 以小學入學測驗為開頭，帶出媽媽們之間「忌妒」、「說謊」、「愛慕虛榮」以及各種人與人之間的複雜關係的寫實連續劇。

- 主演的杏為其首次主演的連續劇，也首次挑戰了母親的腳色。

- 片名的由來在第一話裡的利華子與侑子的對談中，在媽媽們間總是以OO（孩子名）的媽媽作為代稱，而不像一般情況使用「姓」或「名字」稱呼，就像是一個「失去名字」的女人（女神）一般。

## 故事大綱
原本從事建築設計業的秋山侑子與從事食品加工業的勤務秋山拓水結婚，生下兒子健太後侑子仍繼續工作，後因無法遵造公司計畫轉換工作地點，而辭去了工作又因正好搬入新的住處，在丈夫的勸說下決定放下工作來陪孩子。健太進入了附近的幼稚園就讀，侑子開始被捲進這場媽媽的戰爭中。

## 登場人物

### 主要人物
- 秋山侑子（あきやま ゆうこ） - 杏（香港配音：劉惠雲）

本作的主角。本姓關口。28歲。短期大學畢業後擔任建築設計的工作。有著直爽的個性。22歲與拓水相遇然後結婚。在健太出生後持續工作，直到公司的異動以及搬家的因素而決定離職照顧兒子。兒子則到了附近的《向日葵之子幼稚園》，與這群媽媽朋友相遇，而捲進了這一連串複雜的人際關係的恐怖漩渦中。
- 安野千尋（あんの ちひろ） - 尾野真千子（香港配音：黃淑芬）

《向日葵之子幼稚園》的桃子班家長會主席。本姓內藤。28歲。表面為開朗快活的人，但其實在家中受到丈夫的欺凌。本想藉助與她類似的侑子與她交朋友，但是卻因為忌妒侑子與利華子之間的友情而討厭侑子。
- 進藤真央（しんどう まお） - 倉科加奈（香港配音：詹健兒）

年輕主婦。本姓田岡。23歲。栃木縣宇都宮市出身。與高中同學陸結婚，丈夫為卡車司機，18歲時生了女兒羅羅。用了丈夫父親的遺產於市區買了一間高級公寓，與本宮在同一棟大樓，相當崇拜本宮媽媽。
- 澤田利華子（さわだ りかこ） - 宮田涼（日语：りょう）（香港配音：許盈）

進口嬰兒用品的網路賣家女社長。本姓清水。39歲。擅長判斷問題的狀況以及善於解決問題。離過一次婚，有著前夫的兒子空斗以及現任丈夫海斗。直爽的性格給予了侑子好感而成為了朋友，常給她良好的建議。
- 本宮麗奈（もとみや れいな） - 木村佳乃（香港配音：陸惠玲）

女性雜誌的知名主婦模特兒，為名門媽媽。本姓九條。33歲。東京都目黑區出身。擁有良好的教育，從小學開始即是私立的名門學校，過著富裕的生活。與丈夫生下彩香後，夫妻間的感情轉淡，而將心力轉向了女兒身上，希望他能考取好的學校。

### 秋山家
- 秋山拓水（あきやま たくみ） - 鹤野剛士（香港配音：蕭徽勇）

侑子的丈夫。33歲。知名食品加工業職員。與侑子感情良好，三流大學出身的他，只希望孩子能夠健健康康的成長。
- 秋山健太（あきやま けんた） - 藤本哉汰（香港配音：張頌欣）

侑子與拓水的兒子。5歲。就讀幼稚園，對於朋友相當友善，希望能夠交到好同學。

### 安野家
- 安野英孝（あんの ひでたか） - 高橋一生（香港配音：葉振聲）

千尋的丈夫。32歲。一流大學畢業後於知名銀行上班。神經質的個性以致其在職場上不是很受人喜愛。小時候受到母親的壓抑教育而導致在兒子爽出生之後，原本良好的夫妻關係，因為他小時候的記憶再現，而與其妻千尋開始轉壞。常常言語帶有諷刺及欺凌她。
- 安野爽（あんの そう） - 長島暉實（日语：長島暉実）（香港配音：林芷筠）

千尋與英孝的兒子。5歲。個性內向，很黏母親。

### 進藤家
- 進藤陸（しんどう りく） - 五十嵐隼士（香港配音：曹啟謙）

真央的丈夫。24歲。卡車司機。擅長棒球，高中時期曾於甲子園出賽。與真央為高中同學。在女兒羅羅出生後努力的工作。
- 進藤羅羅（しんどう らら） - 谷花音（香港配音：陳皓宜）

真央與陸的女兒。5歲。個性高傲，為幼稚園裡女生們的頭頭。

### 澤田家
- 澤田圭（さわだ けい） - KEIJI（EXILE）（香港配音：朱子聰）

利華子的丈夫。27歲。模特兒。人氣正高，常常因為工作而不在，與孩子們如朋友一般，但是缺乏身為父親的自覺，相當依賴妻子，但是對於年輕的女孩，就會展露出他愛玩的性格。
- 澤田海斗（さわだ かいと） - 内田淳貴（香港配音：陳琴雲）

利華子與圭的兒子，空斗的異父弟。5歲。個性單純。受到哥哥的強烈影響。
- 沢田空斗（さわだ くうと） - 今井悠貴（香港配音：黃麗芳）

利華子與前夫的兒子，海斗的異父兄。11歲。就讀於國際學校。

### 本宮家
- 本宮功治（もとみや こうじ） - 平山浩行

麗奈的丈夫。35歲。婚禮事業的社長。頭腦清晰，高商畢業。被妻子娘家那邊瞧不起。
- 本宮彩香（もとみや あやか） - 小林星蘭（日语：小林星蘭）（香港配音：成瑤孆）

麗奈與功治的女兒。個性單純，有點笨拙。

### 向日葵之子幼稚園

#### 教職員
- 結城廣己（ゆうき ひろみ） - 萩原聖人(-第9話)

健太們的幼稚園老師。36歲。個性善良。
- 京香 - 米澤史織（日语：米澤史織）

幼稚園老師。

#### 桃子班
- 青木惠那（あおき えな） - 行木瀬聲（日语：行木瀬声）
- 岸本涼羽（きしもと りょうう） - 笹原尚季（日语：笹原尚季）

嘲笑健太不懂英文單字及寫的字難看。
- 木島奈葉（きじま なのは） - 春日香音

#### 兒童們的家長
- 青木彌生（あおき やよい） - 春木美佐世

惠那的母親。
- 岸本由香里（きしもと ゆかり） - 笠木泉（日语：笠木泉）

涼羽的母親。

### 東郷補習班
- 東郷百合子（とうごう ゆりこ） - 夏木麻里（香港配音：黃麗芳）

補習班老闆。53歲。

### 客串
- 深澤雅美 - 安達祐實（香港配音：鄭麗麗）（第1.2.10話）

翔的母親。本姓中野。出現於第1話，因故備受攻擊，服藥自殺。
- 深澤翔 - 溝口怜冴（香港配音：余欣沛）（第1.2話）

桃子班的同學。與健太關係良好。
- 所長 - 中脇樹人（第1話）

侑子的上司。
- 高田 - 久保山知洋（日语：久保山知洋）（第1話）
- 社員 - 竹本聰子（日语：竹本聡子）、齋藤香菜（第1話）
- 店員 - 横田惠美（第1話）
- 深澤尚樹 - 趙珉和（第2話）

雅美的丈夫。

## 工作人員
- 脚本：渡邊千穂
- 音樂：井筒昭雄
- 主題歌：安潔拉亞季-〈始まりのバラード〉（Epic Records Japan Inc.）
- 片頭曲：Alice-〈moving on〉（SME Records）
- 編成企画：太田大
- 製作人：浅野澄美
- 演出：水田成英、西浦正記、樹下直美
- 原案協力：高橋ナツコ
- 幼兒教育監修：こぐま会
- 制作：富士電視台
- 制作著作：FUJI CREATIVE CORPORATION

## 收視率
| 集數                                                        | 播出日期      | 中文副標題                                | 導演     | 收視率 |
| ----------------------------------------------------------- | ------------- | ----------------------------------------- | -------- | ------ |
| 第1話                                                       | 2011年4月12日 | 女人間的戰鬥開始！歡迎來到媽媽之友的地獄… | 水田成英 | 9.5%   |
| 第2話                                                       | 2011年4月19日 | 不寒而慄的重逢                            | 水田成英 | 11.2%  |
| 第3話                                                       | 2011年4月26日 | 今日測驗家庭關係                          | 樹下直美 | 10.8%  |
| 第4話                                                       | 2011年5月3日  | 小偷的報應                                | 西浦正記 | 10.5%  |
| 第5話                                                       | 2011年5月10日 | 這是最後一根稻草！考生母親們的眼淚        | 西浦正記 | 10.8%  |
| 第6話                                                       | 2011年5月17日 | 遊樂園之謎就在今天！最大危機出現          | 水田成英 | 10.8%  |
| 第7話                                                       | 2011年5月24日 | 直接對決！開始脫離谷底                    | 水田成英 | 12.0%  |
| 第8話                                                       | 2011年5月31日 | 不能原諒！幼稚園的最大醜聞                | 樹下直美 | 13.1%  |
| 第9話                                                       | 2011年6月7日  | 今夜解密！真正的敵人就在身邊              | 水田成英 | 12.4%  |
| 第10話                                                      | 2011年6月14日 | 謊言和背叛的微笑，最後的聖戰開始！        | 樹下直美 | 12.2%  |
| 最終話                                                      | 2011年6月21日 | 五個女人，最後的答案                      | 水田成英 | 15.7%  |
| 平均收視率11.73% 收視率來自關東地區・ビデオリサーチ社調查） |               |                                           |          |        |

## 外部連結
- 失去名字的女神－富士電視台官網（日語）
- Gimy TV《失去名字的女神》線上看

## 節目的變遷
| 日本富士電視台 週二晚間火九連續劇星期二21:00至21:54 | 日本富士電視台 週二晚間火九連續劇星期二21:00至21:54   | 日本富士電視台 週二晚間火九連續劇星期二21:00至21:54 |
| --------------------------------------------------- | ----------------------------------------------------- | --------------------------------------------------- |
|                                                     | 失去名字的女神 （2011.04.12 - 2011.06.21）            |                                                     |
| CONTROL 犯罪心理操作 （2011.01.11 - 2011.03.22）    | 絕對零度～特殊犯罪潛入搜查～ （2011.7.12 - 2011.9.6） |                                                     |

| 香港 無綫劇集台 星期日15:00-17:00及21:00-23:00 | 香港 無綫劇集台 星期日15:00-17:00及21:00-23:00 | 香港 無綫劇集台 星期日15:00-17:00及21:00-23:00 |
| ---------------------------------------------- | ---------------------------------------------- | ---------------------------------------------- |
|                                                | （2012.09.16 - 2012.10.21）                    |                                                |
| 我與明星的99日 （2012.08.12 - 2012.09.09）     | 新丁禮儀師 （2012.10.28 - 2012.11.25）         |                                                |

| 緯來日本台 週一至週五 22:00至23:00                                                                                                   | 緯來日本台 週一至週五 22:00至23:00                              | 緯來日本台 週一至週五 22:00至23:00 |
| --- | --------------------------------------------------------------- | ---------------------------------- |
| | 媽媽們的戰爭 （2012.10.02 - 2012.10.16）                          |                                    |
| 美丘 （2012.09.17 - 2012.09.25） 9/26至9/28 23:00至24:00播出 多金社長小資女 （2012.09.26 - 2012.10.01） 9/26至10/01 21:00至23:00播出 | 絕對零度SP （2012.10.17） 絕對零度2 （2012.10.18 - 2012.11.01） |                                    |

| MY 101綜合台 星期二 22:00-23:00                        | MY 101綜合台 星期二 22:00-23:00                         | MY 101綜合台 星期二 22:00-23:00 |
| ------------------------------------------------------ | ------------------------------------------------------- | ------------------------------- |
|                                                        | （2013.04.09 - 2013.06.18）                             |                                 |
| 蜜之味～A Taste Of Honey～ （2013.01.22 - 2013.04.02） | 東野圭吾 懸疑故事(全台首播) （2013.06.25 - 2013.09.03） |                                 |